# Persone di nome Darren
| Questa pagina contiene informazioni ricavate automaticamente dalle voci biografiche con l'ausilio del template Bio e di un bot. L'aggiornamento è periodico e automatico e ricostruisce completamente la pagina. Se manca una persona in questa lista, sei pregato di non aggiungerla, ma accertati piuttosto che la sua voce biografica contenga il template Bio e che i dati anagrafici siano correttamente compilati. Se il template Bio manca, inseriscilo tu stesso o, in alternativa, metti l'avviso {{tmp\|Bio}} che ne segnala la mancanza. Se i dati riportati sono sbagliati, correggi direttamente la voce biografica; le modifiche saranno visibili in questa lista entro pochi giorni. Per chiarimenti vedi il progetto antroponimi. La lista contiene solo le 102 persone che sono citate nell'enciclopedia e per le quali è stato implementato correttamente il template Bio. Pagina aggiornata al 16 ott 2024. |

Questa è una lista di persone presenti nell'enciclopedia che hanno il prenome Darren, suddivise per attività principale.

## Allenatori di calcio(7)
- Darren Bazeley, allenatore di calcio e ex calciatore inglese (Northampton, n. 1972)
- Darren Byfield, allenatore di calcio e ex calciatore giamaicano (Sutton Coldfield, n. 1976)
- Darren Carter, allenatore di calcio e ex calciatore inglese (Solihull, n. 1983)
- Darren Ferguson, allenatore di calcio e ex calciatore scozzese (Glasgow, n. 1972)
- Darren Moore, allenatore di calcio, dirigente sportivo e ex calciatore giamaicano (Birmingham, n. 1974)
- Darren Patterson, allenatore di calcio e ex calciatore nordirlandese (Belfast, n. 1969)
- Darren Peacock, allenatore di calcio e ex calciatore inglese (Bristol, n. 1968)

## Allenatori di tennis(1)
- Darren Cahill, allenatore di tennis e ex tennista australiano (Adelaide, n. 1965)

## Arbitri di calcio(1)
- Darren England, arbitro di calcio inglese (n. 1985)

## Artisti marziali misti(2)
- Darren Elkins, artista marziale misto statunitense (Portage, n. 1984)
- Darren Till, artista marziale misto e ex kickboxer britannico (Liverpool, n. 1992)

## Attori(9)
- Darren Barnet, attore statunitense (Los Angeles, n. 1991)
- Darren Boyd, attore britannico (Hastings, n. 1971)
- Darren E. Burrows, attore statunitense (Winfield, n. 1966)
- Darren Chen, attore taiwanese (Taipei, n. 1995)
- Darren Criss, attore, cantautore e doppiatore statunitense (San Francisco, n. 1987)
- Darren Goldstein, attore statunitense (Long Island, n. 1974)
- Darren McGavin, attore statunitense (Spokane, n. 1922 - Los Angeles, † 2006)
- Darren Muselet, attore francese (Boulogne-sur-Mer, n. 1997)
- Darren Shahlavi, attore, artista marziale e stuntman inglese (Stockport, n. 1972 - Los Angeles, † 2015)

## Autori di videogiochi(1)
- Darren Monahan, autore di videogiochi statunitense

## Batteristi(1)
- D.H. Peligro, batterista statunitense (St. Louis, n. 1959 - Los Angeles, † 2022)

## Calciatori(33)
- Darren Ambrose, ex calciatore inglese (Harlow, n. 1984)
- Darren Anderton, ex calciatore inglese (Southampton, n. 1972)
- Darren Barnard, ex calciatore inglese (Rinteln, n. 1971)
- Darren Barr, calciatore scozzese (Glasgow, n. 1985)
- Darren Beckford, ex calciatore inglese (Moss Side, n. 1967)
- Darren Bent, ex calciatore inglese (Tooting, n. 1984)
- Darren Bradley, ex calciatore inglese (Kings Norton, n. 1965)
- Darren Caskey, ex calciatore inglese (Basildon, n. 1974)
- Darren Debono, ex calciatore maltese (n. 1974)
- Darren Dennehy, calciatore irlandese (Kerry, n. 1988)
- Darren Eadie, ex calciatore e allenatore di calcio inglese (Chippenham, n. 1975)
- Darren Foreman, ex calciatore inglese (Southampton, n. 1968)
- Darren Huckerby, ex calciatore inglese (Nottingham, n. 1976)
- Darren Hughes, ex calciatore inglese (Prescot, n. 1965)
- Darren Jackson, ex calciatore scozzese (Edimburgo, n. 1966)
- Darren Keet, calciatore sudafricano (Città del Capo, n. 1989)
- Darren Lyon, calciatore scozzese (n. 1995)
- Darren Maatsen, calciatore olandese (Vlaardingen, n. 1991)
- Darren Mattocks, calciatore giamaicano (Portmore, n. 1990)
- Darren McCormack, calciatore scozzese (Edimburgo, n. 1988)
- Darren McGregor, ex calciatore scozzese (Leith, n. 1985)
- Darren Murray, calciatore nordirlandese (Belfast, n. 1991)
- Darren O'Dea, ex calciatore irlandese (Dublino, n. 1987)
- Darren Potter, ex calciatore inglese (Liverpool, n. 1984)
- Darren Pratley, calciatore inglese (Barking, n. 1985)
- Darren Purse, ex calciatore inglese (Stepney, n. 1977)
- Darren Randolph, calciatore irlandese (Bray, n. 1987)
- Darren Ríos, calciatore statunitense (Fort Lauderdale, n. 1995)
- Darren Teh, calciatore singaporiano (Singapore, n. 1996)
- Darren Ward, ex calciatore gallese (Worksop, n. 1974)
- Darren Philip Ward, calciatore inglese (Londra, n. 1978)
- Darren Wassall, ex calciatore inglese (Edgbaston, n. 1968)
- Darren Yapi, calciatore statunitense (Bronx, n. 2004)

## Cantanti(1)
- Daz Sampson, cantante britannico (Stockport, n. 1974)

## Cantautori(1)
- Darren Hayes, cantautore australiano (Brisbane, n. 1972)

## Cestisti(9)
- Darren Brooks, ex cestista statunitense (St. Louis, n. 1982)
- Darren Collison, cestista statunitense (Rancho Cucamonga, n. 1987)
- Darren Cooper, ex cestista statunitense (Portland, n. 1983)
- Darren Daye, ex cestista statunitense (Des Moines, n. 1960)
- Darren Fenn, ex cestista statunitense (Tonawanda, n. 1980)
- Darren Kelly, ex cestista statunitense (Forrestville, n. 1978)
- Darren Morningstar, ex cestista e allenatore di pallacanestro statunitense (Stevenson, n. 1969)
- Darren Phillip, ex cestista britannico (Londra, n. 1978)
- Darren Tillis, ex cestista statunitense (Dallas, n. 1960)

## Ciclisti su strada(1)
- Darren Rafferty, ciclista su strada e ciclocrossista irlandese (n. 2003)

## Dirigenti sportivi(1)
- Darren Fletcher, dirigente sportivo, allenatore di calcio e ex calciatore scozzese (Dalkeith, n. 1984)

## Disc jockey(3)
- Actress, disc jockey e musicista inglese (Wolverhampton, n. 1979)
- Darren Styles, disc jockey inglese (Colchester, n. 1975)
- Darren Tate, disc-jockey inglese (Londra, n. 1972)

## Giocatori di baseball(2)
- Darren Daulton, giocatore di baseball statunitense (Arkansas City, n. 1962 - Clearwater, † 2017)
- Darren O'Day, giocatore di baseball statunitense (Jacksonville, n. 1982)

## Giocatori di football americano(6)
- Darren Hall, giocatore di football americano statunitense (Baldwin Park, n. 2000)
- Darren McFadden, ex giocatore di football americano statunitense (North Little Rock, n. 1987)
- Darren Sharper, ex giocatore di football americano statunitense (Richmond, n. 1975)
- Darren Sproles, ex giocatore di football americano statunitense (Waterloo, n. 1983)
- Darren Waller, ex giocatore di football americano statunitense (Acworth, n. 1992)
- Darren Woodson, ex giocatore di football americano statunitense (Phoenix, n. 1969)

## Giocatori di football australiano(1)
- Darren Bennett, ex giocatore di football australiano e ex giocatore di football americano australiano (Sydney, n. 1965)

## Golfisti(1)
- Darren Clarke, golfista britannico (Dungannon, n. 1968)

## Nuotatori(2)
- Darren Mew, nuotatore britannico (Newport, n. 1979)
- Darren Murray, ex nuotatore sudafricano (Città del Capo, n. 1991)

## Piloti motociclistici(1)
- Darren Dixon, pilota motociclistico britannico (Swindon, n. 1960)

## Politici(1)
- Darren Soto, politico statunitense (Ringwood, n. 1978)

## Produttori discografici(1)
- Darren Allison, produttore discografico e musicista britannico (Ashington, n. 1968)

## Pugili(1)
- Darren Sutherland, pugile irlandese (Dublino, n. 1982 - Londra, † 2009)

## Rapper(1)
- D Double E, rapper britannico (Forest Gate, n. 1980)

## Registi(2)
- Darren Aronofsky, regista, sceneggiatore e produttore cinematografico statunitense (New York, n. 1969)
- Darren Lynn Bousman, regista e sceneggiatore statunitense (Overland Park, n. 1979)

## Rugbisti a 13(1)
- Darren Junee, ex rugbista a 13, ex rugbista a 15 e allenatore di rugby a 13 australiano (Darlinghurst, n. 1969)

## Rugbisti a 15(2)
- Darren Cave, ex rugbista a 15 nordirlandese (Belfast, n. 1987)
- Darren Garforth, rugbista a 15, allenatore di rugby a 15 e imprenditore britannico (Coventry, n. 1966)

## Sceneggiatori(1)
- Darren Star, sceneggiatore, produttore cinematografico e regista statunitense (Potomac, n. 1961)

## Sciatori alpini(1)
- Darren Thorburn, ex sciatore alpino canadese (n. 1970)

## Scrittori(1)
- Darren Shan, scrittore irlandese (Londra, n. 1972)

## Tastieristi(2)
- Dizzy Reed, tastierista statunitense (Hinsdale, n. 1963)
- Darren Wharton, tastierista, cantante e compositore britannico (Failsworth, n. 1962)

## Velocisti(2)
- Darren Braithwaite, ex velocista britannico (Londra, n. 1969)
- Darren Campbell, ex velocista britannico (Manchester, n. 1973)

## Wrestler(2)
- Darren Drozdov, wrestler e giocatore di football americano statunitense (Mays Landing, n. 1969 - Mays Landing, † 2023)
- William Regal, ex wrestler britannico (Codsall, n. 1968)